# Emily Holmes
Emily Holmes (Ottawa, 1º marzo 1977) è un'attrice canadese.
È sposata dal 2004 con Michael Ziff.

## Filmografia parziale

### Cinema
- Il prescelto (The Wicker Man), regia di Neil LaBute (2006)
- Nightwatching, regia di Peter Greenaway (2007)
- Diario di una schiappa - Vita da cani (Diary of a Wimpy Kid: Dog Days), regia di David Bowers (2012)
- Picchiarello - Il film (Woody Woodpecker), regia di Alex Zamm (2017)

### Televisione
- Stargate SG-1 - episodio 7x14 (2004)
- Smallville - 1 episodio (2007)
- Parole magiche - La storia di J.K. Rowling (Magic Beyond Words: The J.K. Rowling Story), regia di Paul A. Kaufman – film TV (2011)
- Tutti i cani dei miei ex (My Boyfriends' Dogs), regia di Terry Ingram – film TV (2014)

## Doppiatori italiani
Nelle versioni in italiano delle opere in cui ha recitato, Emily Holmes è stata doppiata da:
- Emanuela Damasio in Fringe
- Lidia Perrone in Tutti i cani dei miei ex
- Elisabetta Spinelli in Picchiarello - Il film